# Hugo Gonçalves Ferreira Neto
Hugo Gonçalves Ferreira Neto (20 settembre 2001) è un calciatore brasiliano, difensore del Vitória in prestito dal Botafogo.

## Caratteristiche tecniche
È un terzino sinistro.

## Carriera
Cresciuto nel settore giovanile del Botafogo, debutta in prima squadra il 20 settembre 2020 in occasione dell'incontro di Série A pareggiato 0-0 contro il Santos.

## Statistiche
Statistiche aggiornate al 13 febbraio 2021.

### Presenze e reti nei club
| Stagione        | Squadra         | Campionato      | Campionato | Campionato | Coppe nazionali | Coppe nazionali | Coppe nazionali | Coppe continentali | Coppe continentali | Coppe continentali | Altre coppe | Altre coppe | Altre coppe | Totale | Totale | Totale |
| Stagione        | Squadra         | Comp            | Pres       | Reti       | Comp            | Pres            | Reti            | Comp               | Pres               | Reti               | Comp        | Pres        | Reti        | Pres   | Reti   |        |
| --------------- | --------------- | --------------- | ---------- | ---------- | --------------- | --------------- | --------------- | ------------------ | ------------------ | ------------------ | ----------- | ----------- | ----------- | ------ | ------ | ------ |
| 2020            | Botafogo        | A/RJ+A          | 0+5        | 0          | CB              | 0               | 0               |                    | -                  | -                  |             | -           | -           | 5      | 0      |        |
| Totale carriera | Totale carriera | Totale carriera | 5          | 0          |                 | 0               | 0               |                    | -                  | -                  |             | -           | -           | 5      | 0      |        |

## Palmarès

### Club

#### Competizioni nazionali
- Campeonato Brasileiro Série B: 1

Botafogo: 2021
- Campionato brasiliano: 1

Botafogo: 2024

#### Competizioni statali
- Taça Rio: 2

Botafogo: 2023, 2024

#### Competizioni internazionali
- Coppa Libertadores: 1

Botafogo: 2024